# هيو أبيرنيثي
هيو أبيرنيثي (بالإنجليزية: Hugh Abernethy)‏ هو لاعب سنوكر بريطاني، ولد في 23 ديسمبر 1967.

## روابط خارجية
- هيو أبيرنيثي على موقع CueTracker.net (الإنجليزية)